# Sabellaria nanella
Sabellaria nanella är en ringmaskart som beskrevs av Chamberlin 1919. Sabellaria nanella ingår i släktet Sabellaria och familjen Sabellariidae. Inga underarter finns listade i Catalogue of Life.